# Риа

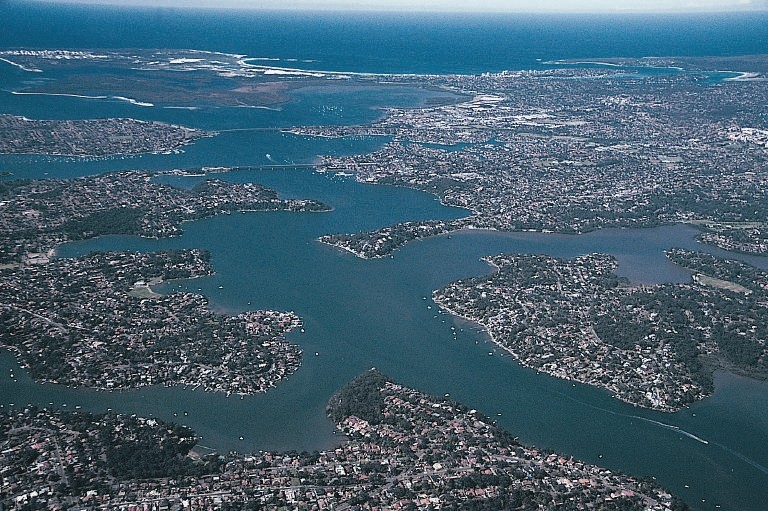
Риа в устье одной из австралийских рек

Риа(с) (галис. ría, от río — «река») — глубоко вдающийся в сушу морской залив с извилистой береговой линией, который (в отличие, например, от фьорда) возник как приустьевая часть речной долины, затопленная морем. Изначально этим словом назывались бухты по берегам Галисии. Также характерны для Португалии и юго-западной Ирландии.
Риа формируется в гористой прибрежной зоне, когда уровень моря поднимается выше уровня суши, либо в результате изменения эвстатического уровня моря (глобальное увеличение уровня моря), либо изостатического изменения уровня моря (затопление суши). В таких случаях долины, находившиеся до этого над уровнем моря, затопляются им. Встречаются риасы, разветвлённые на несколько рукавов.
Риа могут являться эстуариями, то есть постепенно сужаются, переходя в речную долину. Часто они также несколько похожи на скандинавские фьорды, но отличающиеся в первую очередь сравнительно малой величиной — вдаются в материк не более чем на 50 км. Также их ширина и глубина имеют тенденцию увеличиваться постепенно, по мере удаления от места впадения реки: донный профиль медленно понижается в сторону прибрежной зоны.
Морское побережье Галисии, иногда именумое «берегом моллюсков» (Коста-до-Мариско), делится на три отрезка: Риас-Альтас («верхние риасы» от Рибадео через Эль-Ферроль до деревни Санта-Крус), Коста-да-Морте («берег смерти» по обе стороны от крупного порта Ла-Корунья) и, к югу от мыса Финистерре, наиболее благоприятная для виноделия зона Риас-Байшас («нижние риасы»).